# Citotrofoblasto

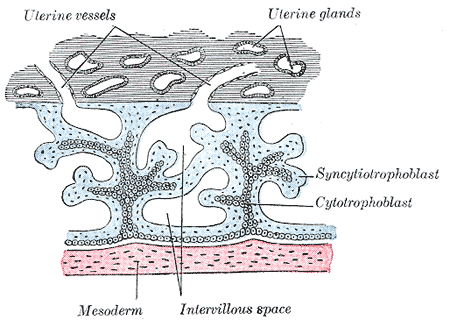
Diagrama dumas vilosidades coriónicas primarias.

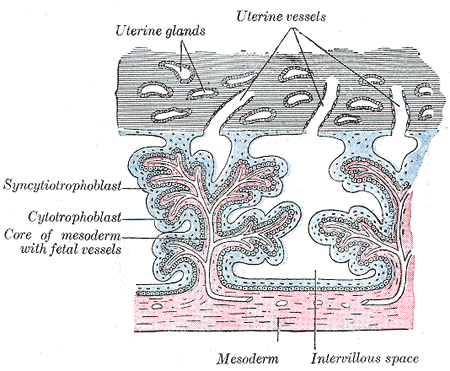
Diagrama dumas vilosidades coriónicas secundárias.

O citotrofoblasto é a camada interna do trofoblasto (também designada por camada de Langhans) e as células que o constituem são também designadas por este nome. Está posicionado internamente ao sinciciotrofoblasto e externamente à parede do blastocisto num embrião em desenvolvimento.
O citotrofoblasto é considerado uma camada de células-mãe trofoblásticas porque a camada que envolve o blastocisto permanece enquanto as células-filhas se diferenciam e proliferam para desempenhar diferentes funções. Existem duas linhagens nas quais as células do citotrofoblasto se podem diferenciar: a fusão e a invasivo. A linhagem de fusão dá origem ao sinciciotrofoblasto e a linhagem invasora dá origem às células citotrofoblásticas intersticiais.
As células citotrofoblásticas desempenham um papel importante na implantação de um embrião no útero.

## Linhagem de fusão
A formação O sinciciotrofoblasto é produzido pela fusão de dois ou mais citotrofoblastos através da via de fusão. Esta via é importante porque o sinciciotrofoblasto desempenha um papel importante nas trocas gasosas materno-fetais, na troca de nutrientes e tem funções metabólicas e imunológicas.
Uma célula estaminal citotrofoblástica indiferenciada diferencia-se num citotrofoblasto viloso, que constitui a vilosidade coriónica primária, e finalmente funde-se num sinciciotrofoblasto viloso. A formação do sinciciotrofoblasto a partir do citotrofoblasto é uma etapa de diferenciação terminal das células trofoblásticas. 
A sincicialização das células citotrofoblásticas pode ser induzida in vitro por múltiplas moléculas sinalizadoras, tais como fator de crescimento epidérmico, glicocorticóides e gonadotrofina coriónica humana.

## Linhagem invasora

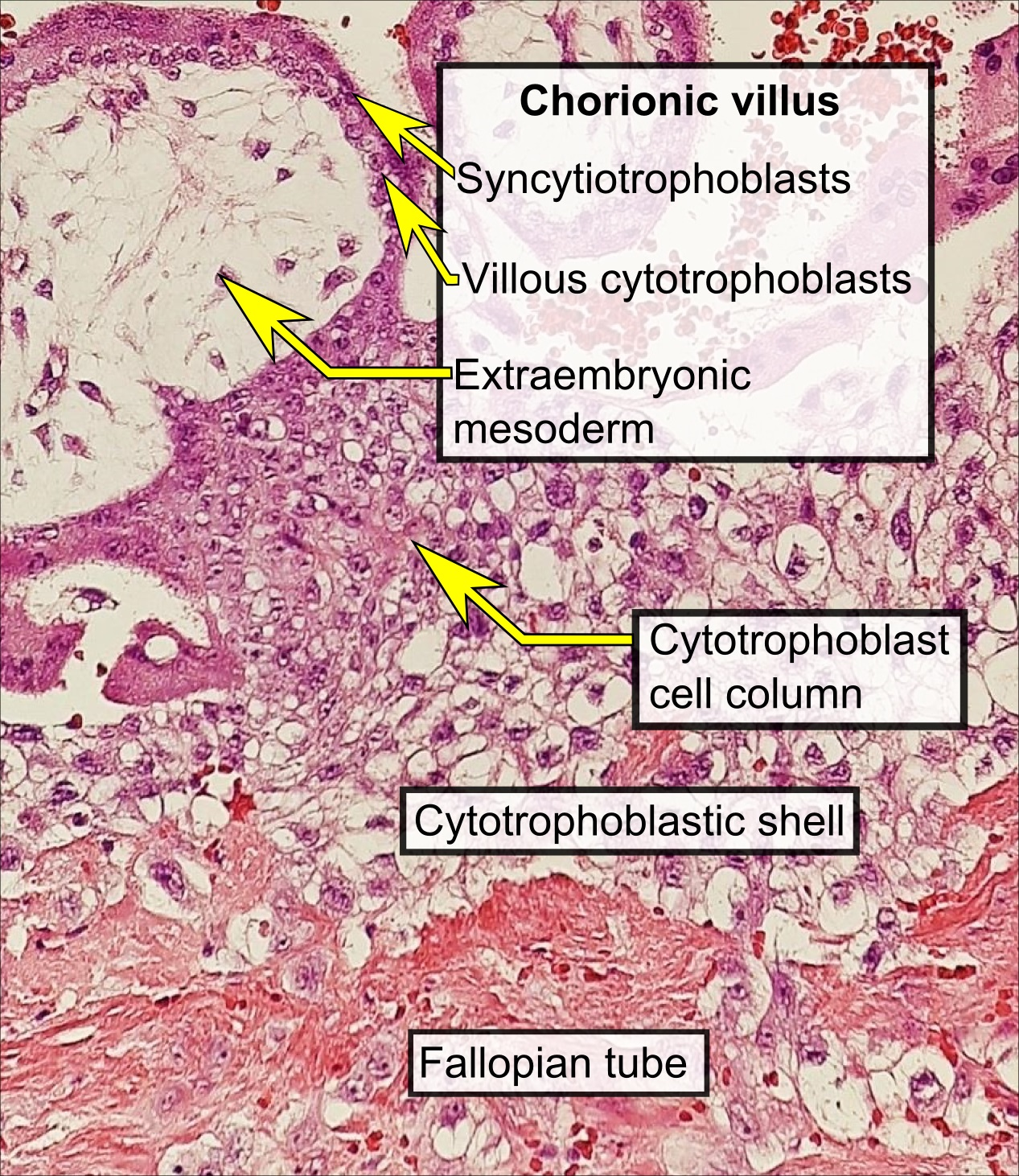
Histopatoloxía dunha vilosidade coriónica nun embarazo ectópico.

A linhagem invasiva cria citotrofoblastos que são essenciais no processo de implantação e formação de uma placenta totalmente funcional. Uma célula estaminal citotrofoblástica indiferenciada diferencia-se num citotrofoblasto extraviloso intermédio e depois num citotrofoblasto intersticial. Um citotrofoblasto intersticial pode então diferenciar-se ainda mais num citotrofoblasto endovascular ou formar um sincício.

### Citotrofoblasto intersticial
A função primária de um citotrofoblasto intersticial é ancorar o feto em crescimento ao tecido uterino materno. Estas células podem invadir todo o endométrio e o terço proximal do miométrio.
Uma vez que estas células penetram nas primeiras camadas de células da decídua, perdem a capacidade de proliferar e tornam-se invasivas. Este início do ciclo celular parece dever-se a fatores como o TGF-β e a decorina. Embora estes citotrofoblastos intersticiais invasivos já não se possam dividir, mantêm a sua capacidade de formar sincícios. Células gigantes multinucleadas (pequenos sincícios) encontram-se na base da placenta e do miométrio como resultado da fusão de citotrofoblastos intersticiais. 
Os citotrofoblastos intersticiais podem também transformar-se em citotrofoblastos endovasculares.

### Citotrofoblasto endovascular
A função primária do citotrofoblasto endovacular é penetrar nas artérias espirais maternas e direcionar o fluxo sanguíneo para a placenta para ser utilizado pelo embrião em crescimento.
Têm origem nos citotrofoblastos intersticiais pelo processo de fenocópia. Isto altera o fenótipo destas células de epitelial para endotelial. Os citotrofoblastos endovasculares, bem como os seus antecessores intersticiais, são não proliferativos e invasivos.

## Papel na implementação
A função do próprio citotrofoblasto é essencial na implantação de um blastocisto. Após a eclosão, o pólo embrionário do blastocisto está orientado para o endométrio uterino. Uma vez que estabelecem contacto, o trofoblasto começa a proliferar rapidamente. O citotrofoblasto segrega enzimas proteolíticas para degradar a matriz extracelular das células endometriais para permitir que as projecções digitiformes do trofoblasto penetrem através delas. As projecções do citotrofoblasto e do sinciciotrofoblasto empurram o embrião contra o endométrio até que este fique completamente coberto pelo epitélio endometrial, excepto pelo tampão de coagulação. 

## Perturbações associadas
A perturbação associada mais comum é a pré-eclâmpsia, que afeta aproximadamente 7% de todos os nascimentos.  Caracteriza-se pela falha do citotrofoblasto em invadir o útero e a sua vasculatura, especificamente as artérias espirais que o citotrofoblasto endovascular deveria invadir. O resultado disto é uma diminuição do fluxo sanguíneo para o feto, o que pode causar restrição do crescimento intrauterino. Os sintomas clínicos da pré-eclâmpsia na mãe são principalmente [[tensão arterial] elevada], proteinúria e edema.
Por outro lado, se houver invasão excessiva do tecido uterino pelo trofoblasto, pode surgir uma mola hidatiforme ou coriocarcinoma.

## Galeria

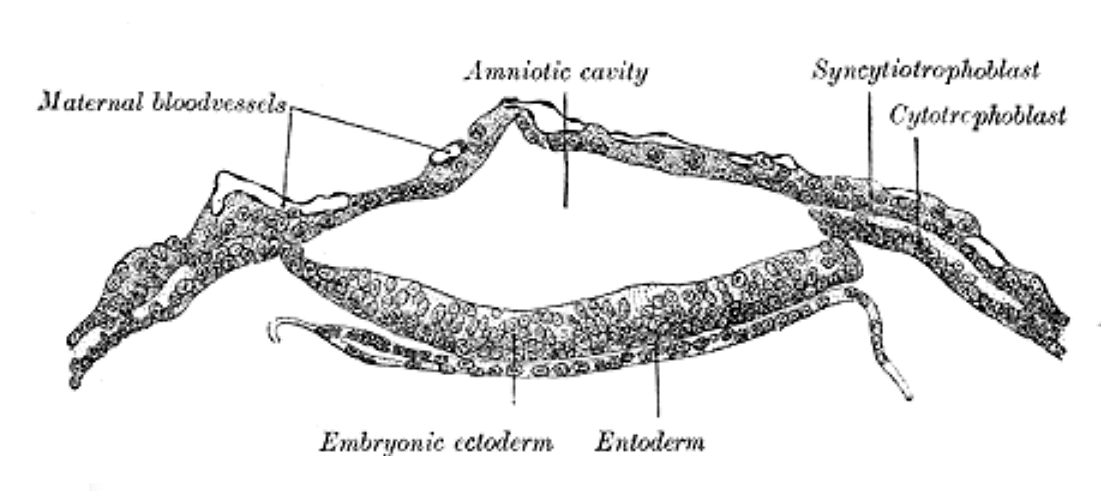
Corte da área embrionária do morcego Vespertilio murinus mostrando a formação da cavidade amniótica.